# Любовь и голуби
«Любовь и голуби» — советская лирическая комедия 1984 года режиссёра Владимира Меньшова по сценарию Владимира Гуркина на основе одноимённой пьесы, написанной им в 1981 году. Фильм снят Вторым творческим объединением киностудии «Мосфильм». В широкий прокат картина вышла 7 января 1985 года.

## Сюжет
Василий Кузякин, работник леспромхоза, увлекающийся разведением голубей, живёт в сельской местности со своей женой Надеждой и тремя детьми: старшей дочерью Людой, уехавшей в город, но вернувшейся обратно после неудачного брака; сыном Лёнькой, студентом лесного техникума; и младшей дочерью Олей, любимицей отца.
Надежда выговаривает мужу за то, что он может тайком потратить семейные деньги на покупку новой пары голубей, и считает его увлечение недостаточно серьёзным для подобных поступков, хотя и признаёт, что по сравнению с пьянством это занятие более безобидное. По соседству с Кузякиными живёт пожилая пара — баба Шура и дядя Митя, между которыми тоже постоянно происходят конфликты. Дядя Митя любит выпить, но баба Шура пытается держать его в ежовых рукавицах. Из-за этого дяде Мите приходится проявлять изобретательность, чтобы выпить и избежать скандала по этому поводу. Один раз он даже рассказывает, что баба Шура умерла, и Надежда сама предлагает ему выпить, хотя тот поначалу отнекивается, мол, покойница этого не любила. А при появлении живой супруги дядя Митя быстро меняет тактику и объясняет, что рассказывал кошмарный сон, после чего едва уносит ноги от женского правосудия. 
Василий получает производственную травму, а затем уезжает по путёвке на море, реабилитироваться. На курорте он случайно встречается с Раисой Захаровной, сотрудницей отдела кадров в их управлении — ей досталась вторая путёвка. Эта городская жительница, взбалмошная и далёкая от всего деревенского, завораживает Василия своими удивительными историями об экстрасенсах, телекинезе, астральных телах и гуманоидах. Когда они случайно перебарщивают в баре со спиртным, то, почти ничего не соображая, вступают в связь друг с другом.
В итоге Василий возвращается с курорта не к своей семье, а к новой возлюбленной, о чём они вместе рассказывают Наде и детям в письме. После прочтения письма у Надежды случается истерика. Дети расстраиваются вместе с ней и в то же время обижаются на отца, особенно Лёнька, грозящийся убить его, как только увидит. К Кузякиным наносит визит сама Раиса Захаровна, думая найти общий язык и уладить всё миром. Раиса говорит Надежде, что она — работница отдела кадров, и поначалу не сообщает подробностей. Взвинченная Надежда заговаривает с ней о неверном муже и о своих страданиях, но, выяснив, кто она такая, учиняет скандал и кидается на неё с кулаками. Потрёпанная Раиса уходит ни с чем.
При этом совместная жизнь Раисы и Василия не складывается, поскольку они люди «разных социальных пластов». Кроме того, Василий скучает по семье. В итоге он уходит от Раисы, признав, что у них всё случилось «по пьянке» и что одинокая Раиса просто хотела сбежать от одиночества. Раиса сначала пытается его остановить, умоляя не бросать её, но эти его меткие слова насчёт её истинных чувств задевают её за живое, и она, надавав ему пощёчин, прогоняет его сама, после чего плачет и жалеет себя. Надежда не представляет жизни без Василия и сначала впадает в состояние глубокой печали, потом от бессилия срывается на дочерях, но приходит в себя и извиняется перед ними. Неожиданно Василий, ко всеобщему удивлению, возвращается, но домашние его не принимают, поэтому он уходит жить на старый паром.
Через некоторое время Надежда прощает его и начинает ходить к нему на встречи. Опасаясь в основном негативной реакции Лёньки, они встречаются тайком, но через два месяца, узнав, что Надежда беременна, Василий возвращается домой. Начинается осень. Лёнька уже успокоился и давно (как и баба Шура) догадался о восстановившихся отношениях родителей. Он сообщает, что недавно прошёл медкомиссию и завтра уходит в армию. Василий окончательно перестаёт прятаться, и семья Кузякиных готовится провожать Лёньку. Вместе с дядей Митей и бабой Шурой Кузякины наблюдают за голубями.

## В ролях
| Актёр              | Роль                                                  |
| ------------------ | ----------------------------------------------------- |
| Александр Михайлов | Василий Егорович Кузякин, работник леспромхоза        |
| Нина Дорошина      | Надежда, жена Василия                                 |
| Людмила Гурченко   | Раиса Захаровна, сотрудница отдела кадров леспромхоза |
| Сергей Юрский      | дядя Митя, сосед Кузякиных                            |
| Наталья Тенякова   | баба Шура, жена дяди Мити                             |
| Янина Лисовская    | Людка, старшая дочь Кузякиных                         |
| Игорь Лях          | Лёнька, сын Кузякиных                                 |
| Лада Сизоненко     | Оля, младшая дочь Кузякиных                           |

| Актёр               | Роль                      |
| ------------------- | ------------------------- |
| Владимир Меньшов    | ведущий кадрили           |
| Константин Михайлов | Василий Кузякин в детстве |
| Михаил Колесников   | любитель пива             |

## Съёмочная группа
- Автор сценария — Владимир Гуркин[2]
- Режиссёр-постановщик — Владимир Меньшов
- Оператор-постановщик — Юрий Невский
- Художник-постановщик — Феликс Ясюкевич
- Композитор — Валентин Левашов
- Автор текста песни — Эдуард Успенский
- Звукооператор — Раиса Маргачева
- Государственный симфонический оркестр кинематографии. Дирижёр: Эмин Хачатурян
- Режиссёр — В. Кучинский
- Оператор — А. Пищальников
- Художник по костюмам — Наталья Монева
- Художник-гримёр — Е. Евсеева
- Звукотехник — Эльдар Шахвердиев
- Монтаж — Р. Песецкая
- Директор картины — Александр Литвинов

## Награды
- Премия «Золотая ладья» на Международном кинофестивале комедий в Торремолиносе в 1985 году.
- Кинонаграды MTV Россия в 2009 году, номинация «Лучший Советский фильм».

## Съёмки
- В основе пьесы и фильма — подлинная история семьи Василия и Надежды Кузякиных, живших на родине автора сценария фильма Владимира Гуркина — в городе Черемхово (Иркутская область). В 2011 году в Черемхове был установлен памятник героям фильма «Любовь и голуби» (скульптор — Карим Мухамадеев)[4].
- Александр Михайлов сначала отказывался от роли. На роль Василия Кузякина также пробовались Николай Лавров, Борис Сморчков, Виктор Борцов и Сергей Юрский[5], которого потом утвердили на роль дяди Мити.
- На роль Нади неудачно пробовалась Любовь Полищук[6].
- Роль Раисы Захаровны сначала была предложена Татьяне Дорониной (отказалась), затем Ольге Яковлевой. Также на эту роль пробовалась Наталья Кустинская, но её забраковал худсовет[7].
- При съёмках эпизода с «расцветающим деревом» было использовано оборудование для демонстрации фокусов — трость, из которой выскакивают цветы. Приглашённый на съёмки фокусник прикрепил к обычному дереву десять таких тростей, и хотя одновременно сработали только семь из них, кадр был снят с первого дубля.
- Съёмки фильма велись летом в Карелии — в городе Медвежьегорске на берегу реки Кумсы. Частный дом под номером № 12 по Нижней улице на окраине города, где снимались основные сцены фильма, был снесён после пожара в 2011 году, а на его месте был построен коттедж[8], в 2018 году хозяин дома Евгений восстановил голубятню на том же месте, где снимался фильм[9][10][11].
- Съёмки эпизода купания Раисы Захаровны и Василия велись в ноябре в Батуми и Кобулети (Аджария, Грузия). Температура воды составляла 14 градусов[8].
- Во время съёмок эпизода, когда Василий выпадает из дверей своего дома в море, Александр Михайлов чуть не погиб. Актёр падал с пирса в Кобулети, под водой его раздевали водолазы, и он выныривал рядом с Гурченко уже в одних трусах. Во время съёмок под водой водолаз долго не мог снять галстук; Михайлов чуть не утонул, галстук пришлось разрезать[5].
- По сценарию Надежда — женщина средних лет, а баба Шура — старуха-пенсионерка. На самом деле актриса Нина Дорошина, исполнительница роли Надежды, была на 10 лет старше Натальи Теняковой, сыгравшей бабу Шуру (на момент съёмок Дорошиной было 50 лет, а Теняковой — 40, как и Александру Михайлову, исполнявшему роль Василия, мужа Надежды).
- Сергей Юрский и Наталья Тенякова, сыгравшие супругов, в жизни также были мужем и женой.
- Эдуард Успенский написал для фильма две[12] песни. Одна из них, «Жгучее южное танго», идёт по куплету за кадром в исполнении Сергея Менахина. Вторую песню[12], «Возвращайтесь домой, мужики!» (музыка Григория Гладкова), режиссёр[12] в фильм не включил[13].
- В эпизоде, когда Василий тайком заглядывает в окно своего дома, по телевизору идёт фильм «Москва слезам не верит», также снятый Владимиром Меньшовым.
- Эпизод, в котором Раиса Захаровна и Василий занимаются на тренажёрах, был снят в Цандеровском институте механотерапии в Ессентуках[8].

## Премьеры
- 7 января 1985 года — СССР.
- 6 июня 1986 года — Финляндия.
- 2 октября 1986 года — Венгрия[14].

## Видеоиздания
- VHS — издатель «Крупный План» (1997), VCD на двух дисках — издатель «Lizard Digital Video» (1997), DVD5 (без реставрации, моно) — издатель «Крупный План» (2003), DVD9 — издатель «Крупный План» (реставрация звука и картинки) (2007), Blu-ray — издатель «Крупный План» (реставрация звука и картинки) (2010).

## Радио- и театральные постановки
Год первой театральной постановки: 1982, радио — 1986

Автор: Владимир Гуркин

Исполнитель: Артисты театра «Современник»

Радиоспектакль театра «Современник» по пьесе Владимира Гуркина.

Режиссёр — Валерий Фокин

В ролях:
- Н. Дорошина
- Г. Петрова
- В. Нищенко
- М. Ситко

От автора — В. Гуркин.